# Ла-Альтаграсия
Ла-Альтагра́сия (исп. La Altagracia) — провинция в Доминиканской Республике.
Провинция Ла-Альтаграсия находится на крайнем востоке Доминиканской Республики. До 1968 года она входила в состав провинции Ла Романа. На территории Ла-Альтаграсия расположен туристический регион Пунта-Кана.
Наиболее значительными городами Ла-Альтаграсии являются: Игуэй (провинциальный центр), Лас-Лагунас-де-Нисибон, Ла-Отра-Банда, Сан-Рафаэль-дель-Юма, Бока-дель-Юма.

## Административное деление
Провинция территориально подразделяется на 2 муниципий (municipios) и 5 муниципальных округов (distrito municipal — D.M.).
| № | Муниципий                                  | Население, чел. (2012) |
| - | ------------------------------------------ | ---------------------- |
| 1 | Салвалеон-де-Игуэй (Salvaleón de Higüey)   | 234 889                |
| 2 | Сан-Рафаэль-дель-Юма (San Rafael del Yuma) | 100 788                |
|   | Всего                                      | 335 677                |